# Most Eiffla
Most Eiffla (rum. Podul Eiffel) – most na rzece Prut, stanowiący przejście graniczne na granicy mołdawsko-rumuńskiej. Znajduje się na granicy mołdawskiego miasta Ungheni i rumuńskiego związku wsi Ungheni.
Masa mostu wynosi 355 ton.

## Historia
W maju 1872 roku w Bukareszcie zawarte zostało porozumienie między Rosją i Rumunią w kwestii utworzenia połączenia kolejowego między Jassami a Kiszyniowem. Wiązało się to z koniecznością wybudowania mostu kolejowego nad Prutem, będącego połączeniem między Ungheni a Jassami.
Z prośbą wybudowania mostu władze przedsiębiorstwa kolejowego w Besarabii zwróciły się do francuskiego inżyniera Gustave’a Eiffla. Projekt został ukończony wiosną 1876 roku i rozpoczęto prace budowlane. 21 kwietnia kolejnego roku most został oddany do użytku. Trzy dni po otwarciu, Imperium Rosyjskie wypowiedziało wojnę Imperium Osmańskiemu, co dało początek wojny rosyjsko-tureckiej. Armia rosyjska, po stronie której opowiedziała się wówczas Rumunia, przemierzyła most Eiffla w drodze na Półwysep Bałkański.
Dziesięć lat po wybudowaniu mostu w Ungheni Eiffel rozpoczął prace nad projektem i budową wieży w Paryżu. Forma konstrukcji i rodzaj wykorzystanych materiałów była w obu przypadkach podobna.
6 maja 1990 roku most był miejscem akcji znanej jako „Most kwiatów” (rum. Podul de flori), której bezpośrednim efektem było uproszczenie procedur przekroczenia granicy państwowej między Rumunią a Mołdawską Socjalistyczną Republiką Radziecką. W wydarzeniu wzięło udział ok. 1 200 000 osób. Symbolicznie, po obu stronach mostu, rozrzucone zostały kwiaty, od czego wzięła się nazwa tego wydarzenia.
W czerwcu 1991 roku, jeszcze przed rozpadem ZSRR i uzyskaniem niepodległości przez Mołdawię, doszło do drugiej akcji, zwanej „drugim mostem kwiatowym”, która doprowadziła do porozumienia, wedle którego mieszkańcy Mołdawii mogli bez dokumentów przekroczyć granicę z Rumunią.
W kwietniu 2012 roku, niedługo przed 135. rocznicą inauguracji mostu, na posiedzeniu rady miejskiej mołdawskiego miasta Ungheni zapadła decyzja o nadaniu obiektowi łączącemu Mołdawię z Rumunią oficjalnej nazwy „most Eiffla” (rum. Podul Eiffel).